# 莫尔 (杜省)
莫尔（法語：Morre，法語發音：[mɔʁ]）是法国杜省的一个市镇，位于该省西部，属于贝桑松区。

## 地理
莫尔（47°13'32"N, 6°3'55"E）面积5.27 平方千米，位于法国勃艮第-弗朗什-孔泰大區杜省，该省份为法国东部内陆省份，北起上索恩省，西接汝拉省，东部及东南部与瑞士接壤，东北部与贝尔福地区省接壤。
与莫尔接壤的市镇（或旧市镇、城区）包括：蒙福孔、贝桑松、索恩、拉韦兹、丰坦。

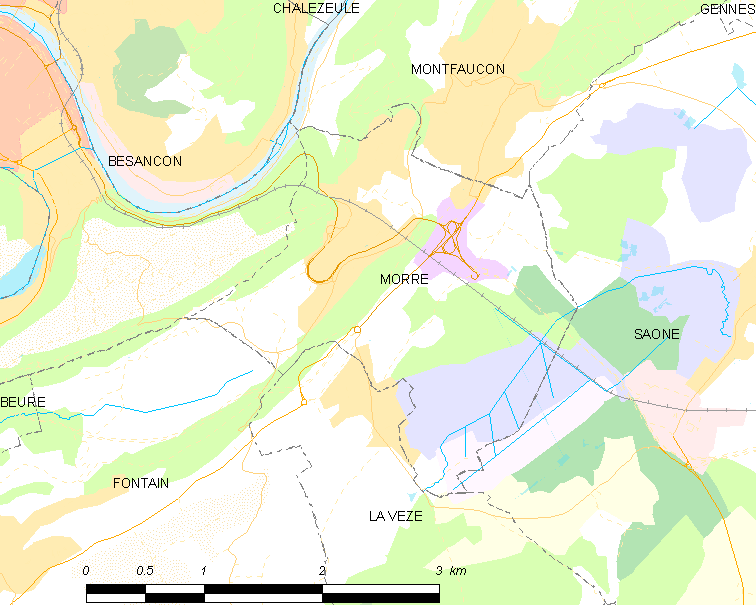
的OSM定位图

莫尔的时区为UTC+01:00、UTC+02:00（夏令时）。

## 行政
莫尔的邮政编码为25660，INSEE市镇编码为25410。

## 政治
莫尔所属的省级选区为贝桑松第五县。

## 人口

1962-2008年间人口变化图示

莫尔于2022年1月1日时的人口数量为1321人。